# Basal glidning
Basal glidning  är när en glaciär glider över sitt underlag på grund av att smältvattnet under isen fungerar som ett smörjmedel. Denna rörelse beror mycket på områdets temperatur, glaciärens lutning, underlaget grovhet, mängden smältvatten från glaciären och glaciärens storlek.
Det som händer med glaciärer när de glider är en ryckig rörelse där seismiska händelser, särskilt vid glaciärens bas, kan orsaka rörelse. De flesta rörelser visar sig vara orsakade av trycksatt smältvatten eller mycket små vattenmättade sedimentet under glaciären. Detta ger glaciären en mycket jämnare yta att röra sig på i motsats till en hård yta som tenderar att sakta ner hastigheten på glidningen. Även om smältvatten är den vanligaste källan till basal glidning, har det visat sig att vattenmättade sediment också kan påverka upp till 90 % av den basala rörelsen som glaciärer gör.Den mesta aktiviteten, sett utifrån basal glidning, är inom tunna glaciärer som vilar på en brant sluttning, och detta sker oftast under sommarsäsongen när avrinningen av ytsmältvatten är som störst.
Faktorer som kan bromsa eller stoppa basal glidning relaterar till glaciärens sammansättning och även den omgivande miljön. Glaciärrörelser motverkas av skräp, oavsett om det är inne i glaciären eller under glaciären. Detta kan påverka mängden rörelser som görs av glaciären med en stor procentandel, särskilt om lutningen som den ligger på är låg. Dragkraften som orsakas av detta sediment kan stoppa en stadigt rörlig glaciär om den stör det underliggande sedimentet eller vattnet som hjälper till att bära den.
De stora sjöarna skapades på grund av basal erosion som ett resultat av glidning över relativt svag berggrund.